# Тяжёлая атлетика на летней Спартакиаде народов СССР 1991
Соревнования по тяжёлой атлетике на X летней Спартакиаде народов СССР проходили с 12 по 16 июля 1991 года в Донецке. Параллельно был проведён 66-й чемпионат СССР.

## Медалисты
| Категория    | Золото                             | Золото                 | Серебро                           | Серебро                | Бронза                            | Бронза                 |
| До 52 кг     | Николай Тонян Украинская ССР       | 240 кг (102,5 + 137,5) | Маис Матевосян Армения            | 237,5 кг (105 + 132,5) | Ахмед Будайчиев РСФСР             | 227,5 кг (100 + 127,5) |
| До 56 кг     | Оксен Мирзоян Армения              | 275 кг (125 + 150)     | Виктор Синяк Белорусская ССР      | 267,5 кг (120 + 147,5) | Виктор Биляк Украинская ССР       | 260 кг (115 + 145)     |
| До 60 кг     | Валерий Леонов РСФСР               | 300 кг (130 + 170)     | Сергей Лавренов Белорусская ССР   | 300 кг (140 + 160)     | Михаил Шуваев Туркменская ССР     | 290 кг (130 + 160)     |
| До 67,5 кг   | Исраел Милитосян Армения           | 345 кг (160 + 185)     | Умар Эдельханов РСФСР             | 327,5 кг (147,5 + 180) | Сергей Казадаев Узбекская ССР     | 317,5 кг (145 + 172,5) |
| До 75 кг     | Роман Севастеев Украинская ССР     | 362,5 кг (162,5 + 200) | Фёдор Касапу Молдавия             | 357,5 кг (157,5 + 200) | Владимир Кузнецов РСФСР           | 357,5 кг (165 + 192,5) |
| До 82,5 кг   | Александр Блыщик Украинская ССР    | 380 кг (172,5 + 207,5) | Сергей Ли Кыргызстан              | 375 кг (165 + 210)     | Альберт Тимербаев Белорусская ССР | 370 кг (170 + 200)     |
| До 90 кг     | Сергей Сырцов Узбекская ССР        | 400 кг (180 + 220)     | Александр Гусаков Белорусская ССР | 395 кг (177,5 + 217,5) | Андрей Куриленко Молдавия         | 385 кг (175 + 210)     |
| До 100 кг    | Наиль Мухамедьяров Узбекская ССР   | 407,5 кг (185 + 222,5) | Сергей Копытов Казахская ССР      | 405 кг (180 + 225)     | Олег Чирицо Белорусская ССР       | 400 кг (177,5 + 222,5) |
| До 110 кг    | Владимир Борох Украинская ССР      | 422,5 кг (187,5 + 235) | Игорь Качурин РСФСР               | 412,5 кг (197,5 + 215) | Андрей Шмыгов Узбекская ССР       | 395 кг (180 + 215)     |
| Свыше 110 кг | Александр Курлович Белорусская ССР | 455 кг (207,5 + 247,5) | Сергей Дидык Украинская ССР       | 427,5 кг (187,5 + 240) | Сергей Нагирный Украинская ССР    | 425 кг (190 + 235)     |